# Sjaak Troost
Jacob "Sjaak" Troost (* 28. srpna 1959, Nizozemsko) je bývalý nizozemský fotbalový obránce a reprezentant. Celou svou hráčskou kariéru strávil v nizozemském klubu Feyenoord z Rotterdamu, s nímž získal v sezóně 1983/84 double (titul v Eredivisie i nizozemském poháru).

## Klubová kariéra
V Nizozemsku hrál na seniorské úrovni pouze za klub Feyenoord z Rotterdamu (v letech 1978–1992).

## Reprezentační kariéra
V A-mužstvu Nizozemska debutoval 9. 9. 1987 v přátelském utkání v Rotterdamu proti týmu Belgie (remíza 0:0).
Celkem odehrál v letech 1987–1988 v nizozemském národním A-mužstvu 4 zápasy (mimo premiérového s Belgií ještě proti Řecku, Anglii a Bulharsku), gól nevstřelil.
S nizozemskou reprezentací získal zlatou medaili na mistrovství Evropy roku 1988 v Západním Německu, na turnaji však nenastoupil, figuroval zde jako nevyužitý náhradník.